# 미네소타 유나이티드 FC
미네소타 유나이티드 FC(Minnesota United FC)는 메이저 리그 사커에 참가하고 있는 미국의 프로 축구단으로 미네소타주 미니애폴리스-세인트폴을 연고지로 한다.

## 역사
2010년 창단된 이후 2016년까지 일곱 시즌 동안 2부 리그인 북미 사커 리그에 참가하여 창단 1년만에 NASL 우승을 차지했고 2012년에는 준우승을 차지하는 등 일곱 시즌 중 4번이나 4강 이상의 성적을 거두었다.
그리고 2015년 3월에는 2015 시즌을 끝으로 NASL을 떠나 MLS에 참가한다는 발표가 흘러나오기도 했으나 참가 일정이 늦춰지면서 2017 시즌에서야 MLS에 처음으로 참가하게 되었다.
MLS 진입 후 2020 시즌 4강(서부컨퍼런스 준우승)이 현재까지 미네소타 유나이티드의 MLS에서의 최고 성적이며 US 오픈컵에서의 최고 성적은 2019 시즌 준우승이다.

## 수상 기록
- 메이저 리그 사커 : 4강 (2020)
- US 오픈컵 : 준우승 (2019)

## 홈경기장
| 경기장            | 사용기간    | 장소                    | 팀명                   | 비고 |
| ----------------- | ----------- | ----------------------- | ---------------------- | ---- |
| TCF 뱅크 스타디움 | 2017년~2019 | 미네소타주 미니애폴리스 | 미네소타 유나이티드 FC | 빈칸 |
| 알리안츠 필드     | 2019년~     | 미네소타주 세인트폴     | 미네소타 유나이티드 FC | 빈칸 |

## NASL미네소타 유나이티드와의 관계
- 구단주는 같지만 NASL의 미네소타 유나이티드를 2016 시즌을 끝으로 해체한 뒤 재창단하여 2017년부터 메이저 리그 사커에 첫 진입한 이후 현재 서부컨퍼런스에 소속되어 있다.

## 선수 명단

### 현역
참고: FIFA 자격 규정에 따라 소속된 국가대표팀 국기를 표시합니다. 선수는 복수의 FIFA 비회원국 국적을 가지고 있을 수 있습니다.
| 번호 | 포지션 | 국적              | 이름              |
| ---- | ------ | ----------------- | ----------------- |
| 3    | DF     | 푸에르토리코      | 자렉 발렌틴       |
| 4    | DF     |                   | 미겔 타피아스     |
| 7    | FW     |                   | 프랑코 프라가파네 |
| 8    | MF     | 온두라스          | 조셉 로살레스     |
| 11   | FW     |                   | 정상빈            |
| 15   | DF     | 뉴질랜드          | 마이클 박스올     |
| 17   | MF     |                   | 로빈 로드         |
| 21   | FW     | 남아프리카 공화국 | 봉고쿨레 롱웨인   |
| 22   | FW     |                   | 테무 푸키         |
| 24   | DF     |                   | 우고 바카라크     |

| 번호 | 포지션 | 국적   | 이름               |
| ---- | ------ | ------ | ------------------ |
| 67   | MF     | 파나마 | 카를로스 아르베이  |
| 97   | GK     |        | 데인 세인트 클레어 |

## 같이 보기
- 미네소타 유나이티드 FC (NASL)

틀:미네소타 유나이티드 FC 선수 명단